# Landesgericht Bozen
Das Landesgericht Bozen (italienisch Tribunale di Bolzano) ist ein Gericht der ordentlichen Gerichtsbarkeit in Bozen, Südtirol. Gerichtsträger ist die Italienische Republik.

## Zuständigkeit
Das Landesgericht Bozen gehört zum Gerichtssprengel des Oberlandesgerichts Trient (italienisch Corte d’Appello di Trento). Das Oberlandesgericht Trient hat in Bozen eine Außenstelle, die dem Landesgericht direkt übergeordnet ist. Der Gerichtssprengel des Landesgerichts Bozen umfasst die Autonome Provinz Bozen – Südtirol. Im Gerichtssprengel befinden sich Friedensgerichte in Bozen, Brixen, Bruneck, Meran, Neumarkt, Schlanders und Sterzing. 2013 und 2014 wurden im Zug einer landesweiten Reform die Außenstellen des Landesgerichts in Brixen, Bruneck, Meran und Schlanders sowie die Friedensgerichte in Kaltern, Klausen und Welsberg-Taisten aufgelöst.
In Zivil- und Strafsachen ist das Landesgericht Bozen in erster Instanz zuständig in allen Rechtsstreitigkeiten, die nicht den Friedensrichtern zugeordnet sind. In zweiter Instanz entscheidet es über Berufungen gegen Urteile der Friedensrichter. Je nach dem ist es Einzel- oder Kollegialgericht, in schwereren Strafsachen wird das Schwurgericht (italienisch corte d’assise) aktiv.
Beim Landesgericht Bozen befindet sich die Staatsanwaltschaft Bozen (italienisch Procura della Repubblica di Bolzano), an deren Spitze ein Prokurator (Leitender Oberstaatsanwalt) steht.
Die Gerichtssprachen in Südtirol sind Deutsch und Italienisch.

## Gerichtsgebäude
Das Landesgericht hat seinen Hauptsitz am Gerichtsplatz in Bozen-Gries. Das Gebäude stammt aus der Zeit des Faschismus.